# Lophuromys chercherensis
Lophuromys chercherensis är en gnagare i släktet borstpälsade möss som förekommer i Etiopien. Arten tillhör en grupp inom släktet som har samma anfader som Lophuromys flavopunctatus.
Vuxna exemplar är 11,4 till 14,5 cm långa, har en 6,0 till 6,5 cm lång svans och väger 36 till 78 g. Bakfötterna är 2,2 till 2,4 cm långa och öronen är 1,7 till 1,8 cm stora. Ovansidans päls bildas av bruna hår med ljusa och mörka avsnitt. Arten har en diploid kromosomuppsättning med 70 kromosomer (2n=70). Fler uppgifter angående utseende och levnadssätt saknas.
Individer upptäcktes 1974 i bergstrakten Ch'erch'er i regionen Oromia i östra Etiopien men den vetenskapliga beskrivningen utfördes först 2007. Utbredningsområdet ligger 2000 till 2700 meter över havet. Lophuromys chercherensis lever i förändrade skogar som domineras av växter från släktet Podocarpus. Arten delar sitt revir med gnagaren Stenocephalemys albipes. Däremot finns inga andra borstpälsade möss i regionen.
I samband med den vetenskapliga beskrivningen 2007 startades en expedition för att dokumentera fler exemplar men endast fem individer hittades. Av skogarna som var kända från 1970-talet fanns bara ett fåtal kvar. Det är okänt hur stort beståndet är i restskogarna. Ett lämpligt habitat skulle finnas i en skyddszon för bergsnyalan (Kuni-Muktar Mountain Nyala Sanctuary) flera kilometer västerut men Lophuromys chercherensis har inte än upptäckts där. IUCN listar arten som starkt hotad (EN).